# Amalie Nacken

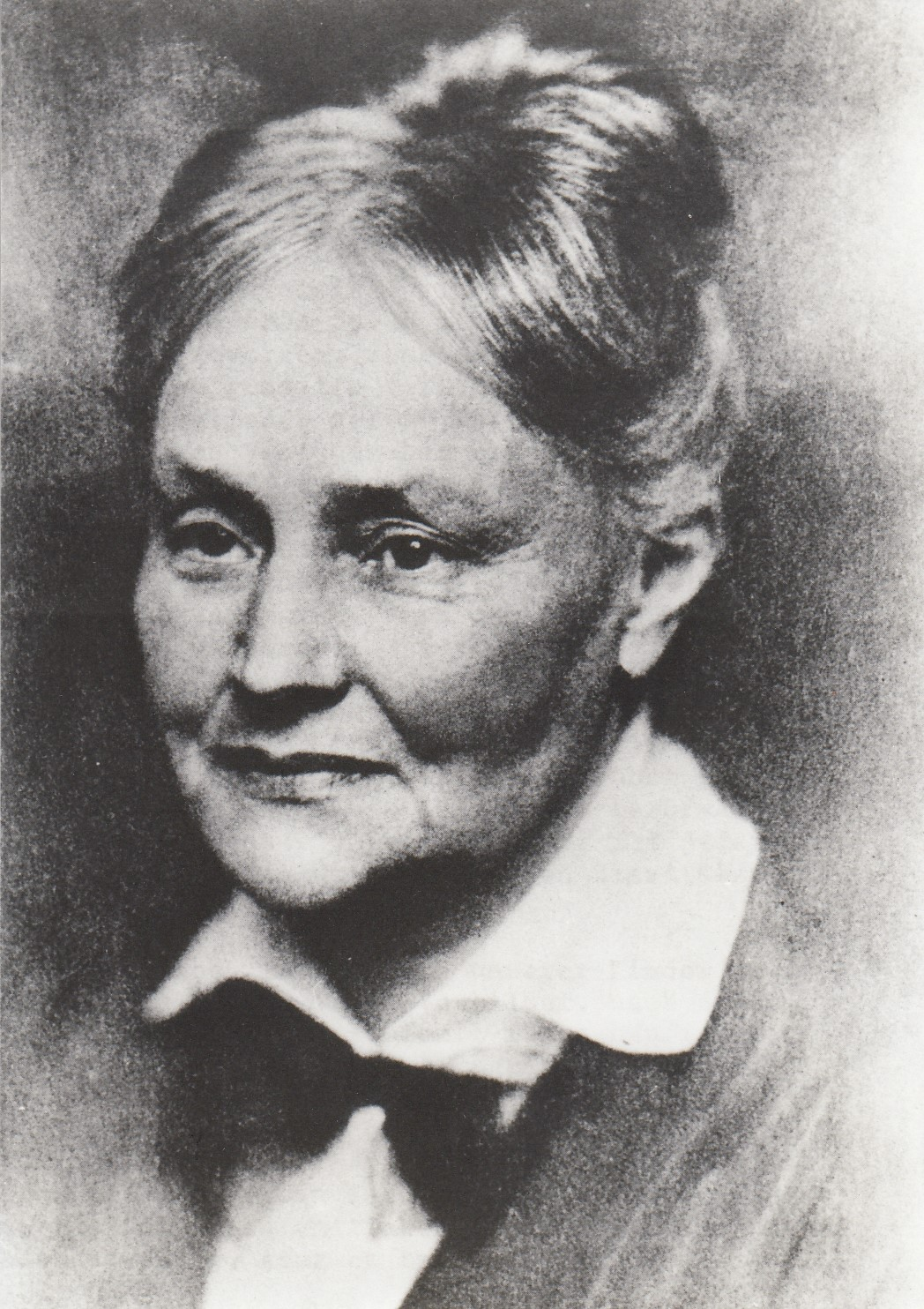
Porträtfoto von Amalie Nacken (um 1920), archiviert im Ida-Seele-Archiv

Amalie Nacken (* 17. April 1855 in Gillrath geboren als Amalia Nacken; † 6. September 1940 in München) war eine deutsche Philanthropin.

## Leben und Wirken
Amalie Nacken wurde als eines von mehreren Kindern des Gutsbesitzers Albert Nacken und dessen Ehefrau Klara Fellinger im damals noch eigenständigen Dorf Gillrath geboren, das heute zur Stadt Geilenkirchen gehört. Bis zu ihrem 15. Lebensjahr erhielt sie Privatunterricht. Anschließend führte sie das Leben einer „Haustochter“. Im Alter von 45 Jahren entschied sie sich für ein eigenverantwortliches Leben und übersiedelte nach München. Dort engagierte sich Amalie Nacken im „Verein für Fraueninteressen“, der 1894 unter dem Namen „Gesellschaft zur Förderung geistiger Interessen der Frau“  gegründet worden war. Innerhalb dieses Vereins, der sich seit 1899 bis heute „Verein für Fraueninteressen“ nennt, zeichnete sie für die „Abteilung Jugendgruppe“ und die „Ortsgruppen-Kommission“ verantwortlich. Dabei arbeitete sie eng unter anderem mit Ika Freudenberg, Sophia Goudstikker, Julie Kerschensteiner, Helene Sumper, Rosa Kempf und Luise Kiesselbach zusammen. Des Weiteren engagierte sich Amalie Nacken ehrenamtlich in der öffentlichen Jugendfürsorge:
Wir sehen sie unermüdlich als eine der ersten Gemeindewaisenrätinnen jahrelang wirken. Ebenso arbeitete sie viele Jahre als Schöffin am Jugendgericht. Später war sie langjähriges Mitglied des Geschäftsausschusses im Jugenddienst und im Sitzungsausschuß des Wohlfahrtsamtes. Besonders am Herzen lag ihr auch der Verein für weibliche Vormundschaften… Auch der Verein für Frauen, Mädchen, der Jugendfürsorgeverein, der Verein Helene Sumperheim, das Prinzessin-Ludwig-Kinderheim u. a., alle diese zählten sie zu ihren Mitgliedern.
Ihr besonderes Interesse galt dem 1901 in München gegründeten Verein Kinderschutz e. V., der noch heute existiert:
Schon 1905 trat sie in die Vorstandschaft ein, wurde sodann stellvertretende Vorsitzende, 1912 erste Vorsitzende und bleibt es, bis sie 1934 zur Ehrenvorsitzenden erhoben wurde. Der Zweck des Vereins ist der Schutz der deutschen Jugend gegen Verwahrlosung und Mißhandlung.
Zusätzlich war sie Vorsitzende des bayerischen Zweigs der „Internationalen Abolitionistischen Föderation“. Sie war aktive Mitinitiatorin des 1914 gegründeten „Stadtbunds Münchner Frauenvereine“ (heute: Stadtbund Münchner Frauenverbände), der als Dachverband für Vereine für unterschiedlichste Fraueninteressen agiert, und war von 1929 bis 1932 dessen Vorsitzende. 
Als 1924 in München der Paritätische Wohlfahrtsverband ins Leben gerufen wurde, setzte sich Amalie Nacken maßgebend dafür ein, dass der Verein Kinderschutz e. V. diesem als Mitglied beitrat. 
In den Jahren 1924/25 rief sie mit ihrem Privatvermögen zwei Kinderheime ins Leben, ein Mädchenheim in Dachau (in der ehemaligen Carl Bössenrothvilla), das von 1958 bis zu seiner Auflösung an historischer Stätte (2010) ihren Namen trug, und ein Knabenheim in München-Pasing (aufgelöst 1939). Für beide Heime übergab sie die Trägerschaft dem „Verein Kinderschutz e. V.“ 
Als die Nationalsozialisten an die Macht kamen, zog sich Amalie Nacken als sogenannte jüdisch Versippte aus dem öffentlichen Leben zurück, setzte sich aber weiterhin im Stillen für bedürftige Kinder ein. Sie starb am 6. September 1940 im Alter von 85 Jahren in München.

## Gedenken
Im Münchner Stadtteil Freiham wurde 2017 eine Straße nach Amalie Nacken benannt.

Auguste Steiner, die Privatsekretärin von Luise Kiesselbach schrieb in ihren 1978 veröffentlichten Erinnerungen: 

„An Gespräche von Frau Kiesselbach mit Amalie Nacken, der Vorsitzenden des Vereins Kinderschutz kann ich mich erinnern, die bei besten Umgangsformen so unbeugsam hat sein können, wenn es um die Kinder gegangen ist. Ein Mädchenheim in Dachau hatte sie mit eigenen Mitteln geschaffen, ein Knabenheim in Pasing und die offene Abteilung, die Vormundschaften geführt hat, unehelichen Müttern bei Unterhaltsklagen beigestanden ist, die Beitreibung der Unterhalts übernommen und mit Rat und Tat geholfen hat.“

## Schriften
- Der Stadtbund Münchner Frauenvereine. In: Bayerische Frauenzeitung, 1929/H. 4, S. 12–13.